# Tuni (piłkarz)
Tuni, właśc. Antoni Lluís Adrover Colom (ur. 14 czerwca 1982 w Sóller, Majorka) – hiszpański piłkarz występujący na pozycji pomocnika. Wychowanek klubu RCD Mallorca. W sezonie 2003/2004 przebywał na wypożyczeniu w UD Salamanca, natomiast w sezonie 2008/2009 w klubie Hércules CF. Od 2011 roku grał w klubie Gimnàstic Tarragona. Obecnie piłkarz greckiego Iraklis Saloniki